# محركة
المحركة، على صيغة اسم المفعول، في اصطلاح اللغويين هي الكلمة جميع حروفها، ما خلا الأخير، مفتوح أي محرك بالفتحة. وتقال للكلمات الثلاثية أما الساكنة فتقال لما أسكنت عينه، والمراد بالعين الحرف الثاني من الكلمة الثلاثية.